# Narada
Narada, Narada muni (Sanskryt: नारद मुनी, nārada munī) – inkarnacja, awatara Wisznu, wędrowny mędrzec (ryszi), asceta, syn Brahmy, wieczny brahmaćarin. Zaliczany jest do grupy dewarszich. 
Podróżując z wynalezionym przez siebie instrumentem - winą - po całym wszechświecie naucza bhaktijogi.

## Dzieła
Narada jest autorem Naradapanćaratry, która jest zbiorem pouczeń wedyjskich odnoszących się specyficznie do służby oddania dla Wisznu.
Jest autorytetem w dyskusjach na temat wedanty, Upaniszadów i innej literatury wedyjskiej, wymieniany obok Śrila Wjasadewy

## Recepcja w pismach hinduistycznych
- Jego imię jest wielokrotnie wspominane w :
  - Mahabharacie,
  - Śrimadbhagawatam
  - Bhagawadgicie.
- Jest postacią, która bardzo często występuje w Bhagawatapuranie[4].

Wjasadewa, który zapisał Bhagawatapuranie jest jego uczniem.

## Znani uczniowie
Od niego bierze swój początek sampradaja w linii od Brahmy. 
Inicjował wielu sławnych bhaktów Wisznu, w tym :
- Prahladę Maharaję,
- Dhruwę Maharaję,
- Weda-Wjasę[5].